# Hemilea alini
Hemilea alini är en tvåvingeart som först beskrevs av Erich Martin Hering 1940.  Hemilea alini ingår i släktet Hemilea och familjen borrflugor. Inga underarter finns listade i Catalogue of Life.